# Vleesmes
Een vleesmes is een mes dat wordt gebruikt om rauw en bereid vlees te snijden.

## Beschrijving
Soms wordt onderscheid gemaakt tussen een vleesmes voor het snijden van rauw vlees en een trancheermes voor het snijden van bereid vlees en dan specifiek voor het in plakken snijden (trancheren) van het vlees.
Een vleesmes heeft een lang en relatief smal lemmet en ook de dikte is geringer dan van een koksmes. Hierdoor verloopt het snijproces gemakkelijker omdat de weerstand minder is.
Een speciaal trancheermes is nog wat dunner dan een standaard vleesmes. Het eind van een vleesmes moet bij voorkeur puntig zijn om vet en speklagen op het vlees gemakkelijk in te kerven zodat ze kunnen worden ingewreven met zout en/of kruiden.
Andere messen voor het verwerken van vlees zijn het uitbeenmes, het hakmes en een hammes.
Het mes kan zijn vervaardigd van niet roestvast carbonstaal, roestvast staal of een kern van carbonstaal met daarom heen een aantal zachtere meestal roestvaste lagen die de harde kern beschermen tegen breuk (damaststaal).
De scherpte van het mes wordt bepaald door de slijphoek: westerse messen worden geslepen onder een totaalhoek van 2*20 graden of meer, Japanse messen 2*15 graden of minder. 
Door het snijvlak enkelzijdig te slijpen wordt de scherpte nog groter, er is dan voor rechts- en linkshandig gebruik een apart mes nodig.
Messen worden vervaardigd in verschillende hardheden, uitgedrukt in rockwellhardheid, hoe harder het lemmet des te langer blijft het scherp. Messen met een hardheid hoger dan 60 kunnen alleen nat worden geslepen meestal op een wetsteen.
Vooral de Franse, Duitse en Japanse vleesmessen zijn de bekendste producten in deze soort (Sujihiki is het Japanse vleesmes dat ook gebruikt wordt voor het snijden van sushi).
Bij het snijden van (rauw) vlees moet zo min mogelijk druk worden uitgeoefend de heen en weer gaande beweging moet het snijden bewerkstelligen, voor hakken moet een hakmes worden gebruikt.
De ondergrond voor het snijden moet bij voorkeur van hout zijn, om bot worden van de snede en beschadiging te voorkomen.

## Afbeeldingen

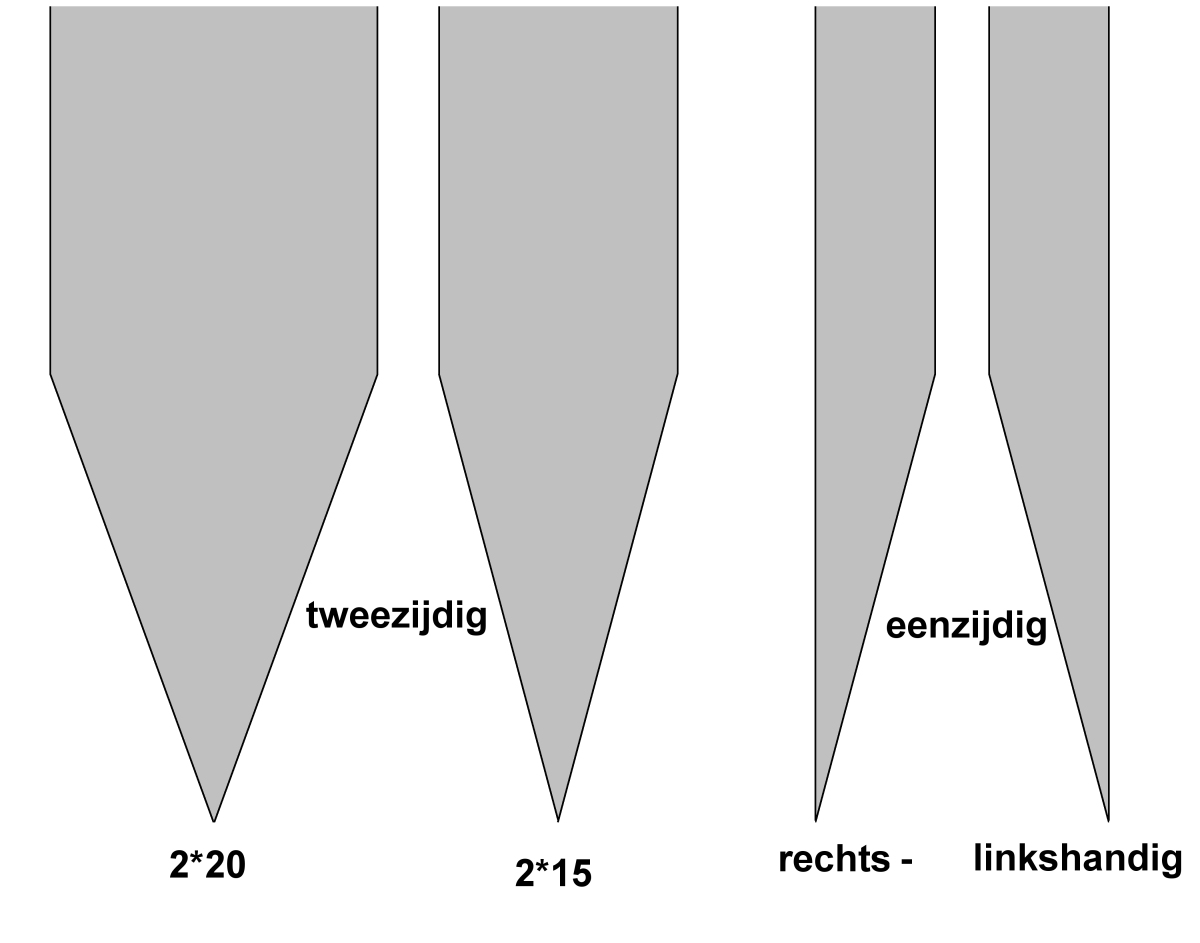
Verschillende slijphoeken van de snede voor keukenmessen
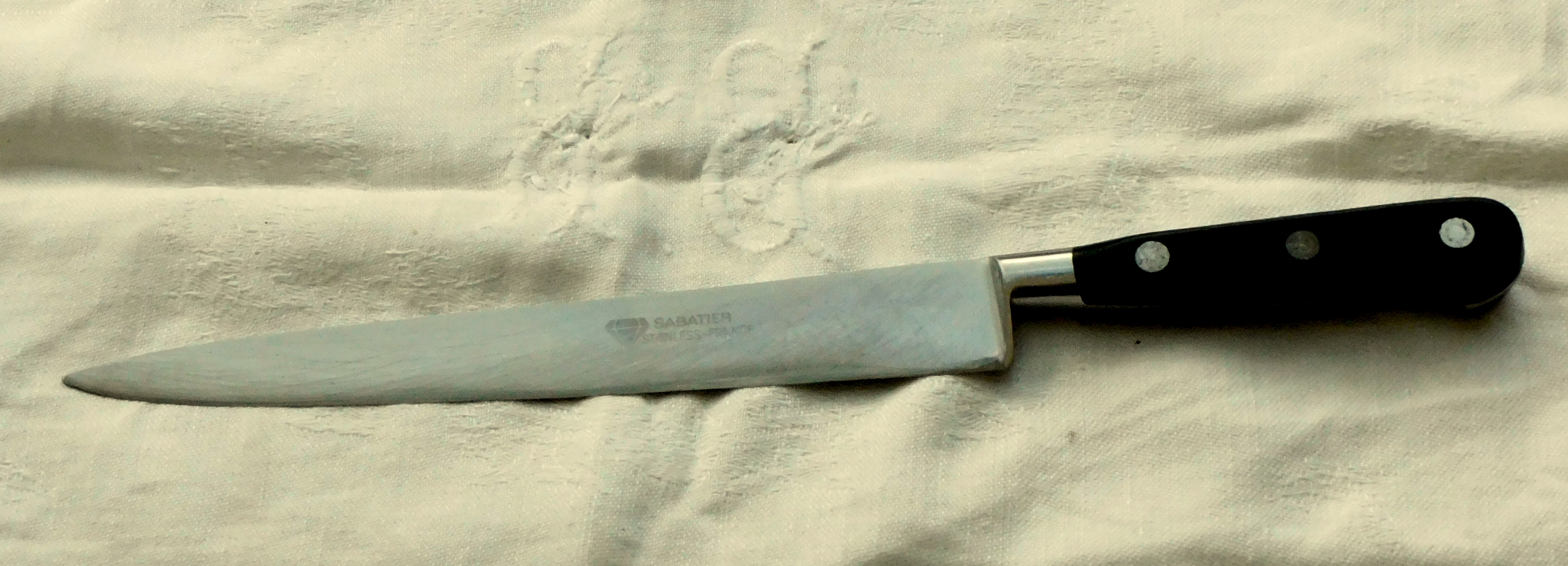
Sabatier, rvs, 56 HRc, lemmet: lengte 20 cm, dikte 1,5 mm.
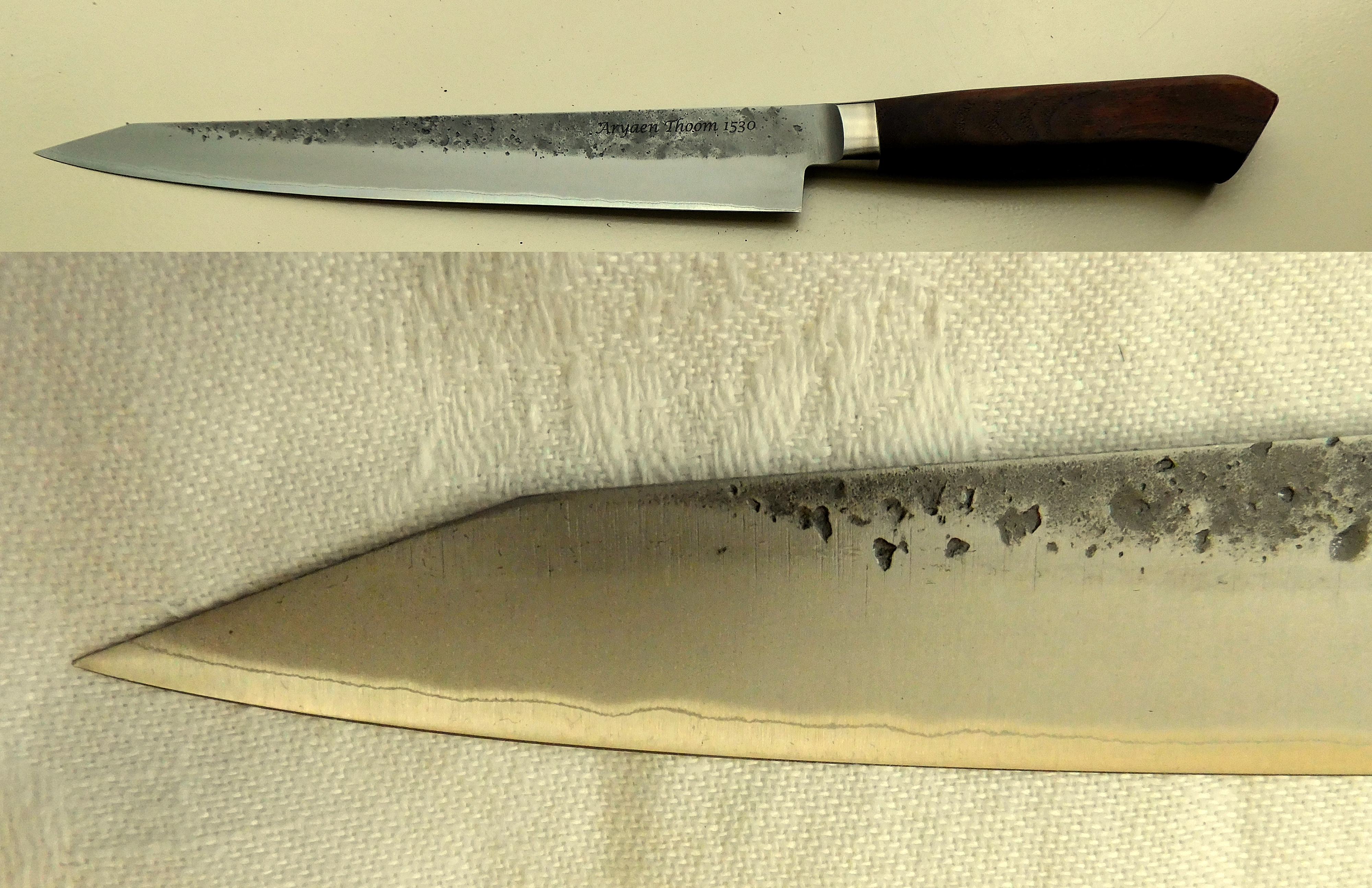
Tadafusa Hocho Sujihiki, Aogami #2 staal 63 HRc +  twee lagen roestvast staal, lemmet ongepolijste Nashiji finish, westers handvat van Walnoothout, lemmetlengte 24 cm., Japans geslepen, slijphoek 2 * 15 graden.
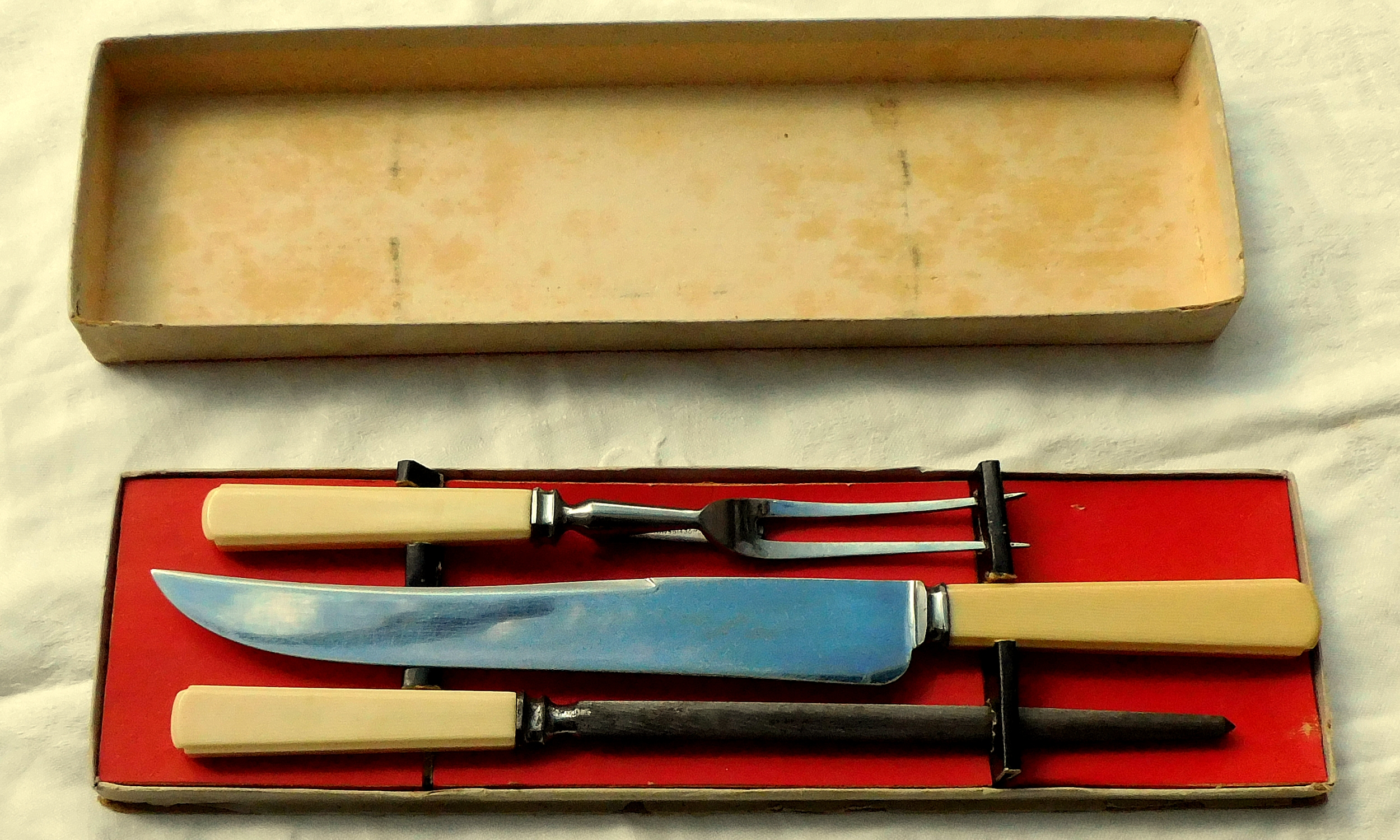
Trancheerset, replica uit de vijftiger jaren van de 20e eeuw naar het set van Taylor’s Eye Witness Limited uit 1920. Heft kunststof (origineel been), lemmet rvs, 54 HRc, lengte 23 cm.

## Wetenswaardigheden

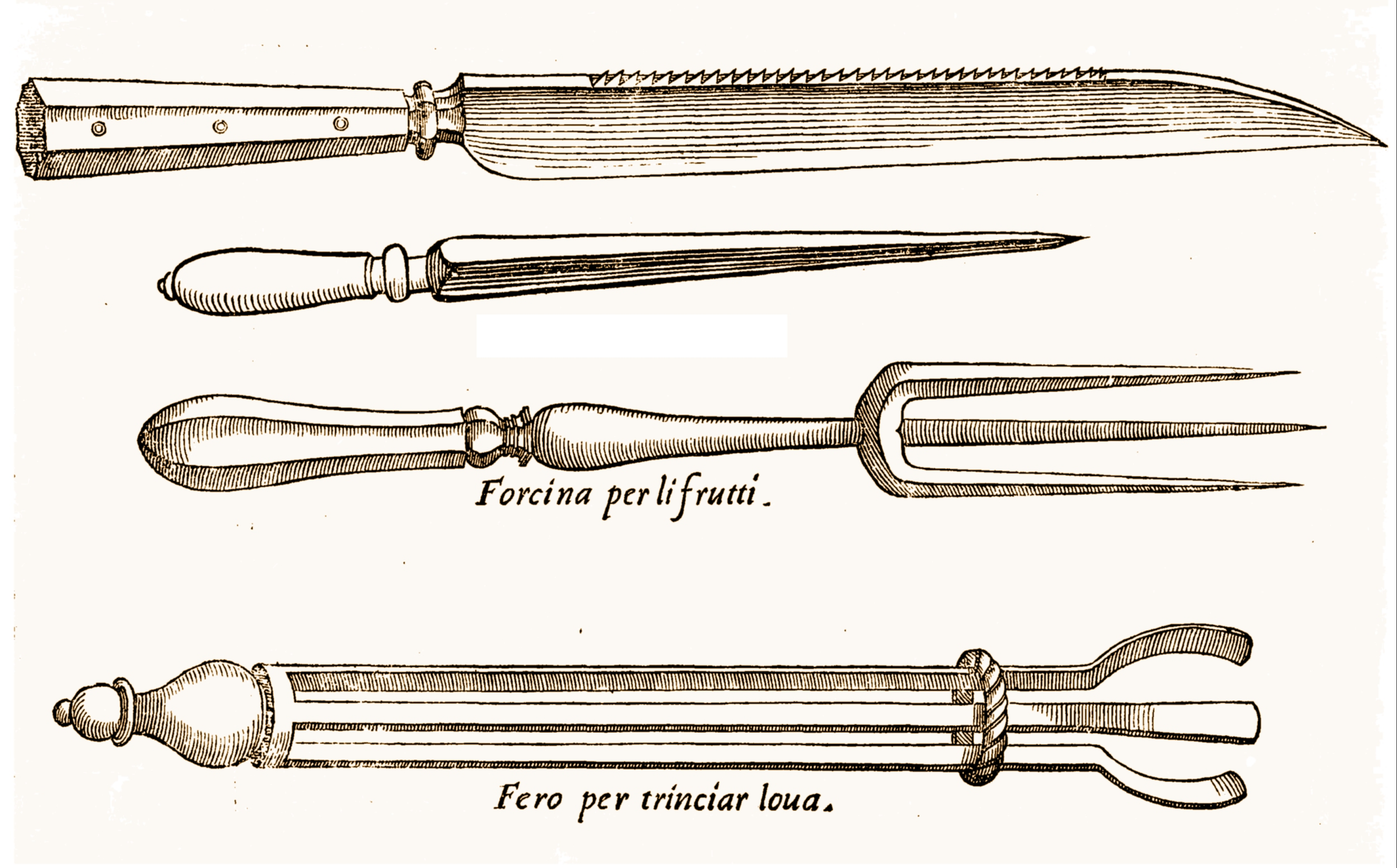
, Il Trinciante Vincenzo Cervio 1693

Het trancheerset is niet een uitvinding uit de 19e eeuw, in zijn boek Il Trinciante (De Uitbener) beschrijft Vincenzo Cervio al in 1693 hoe een kalkoen aan tafel moest worden aangesneden. 
In de bijgevoegde schets wordt een trancheerset getoond het bestaat uit een vleesmes, een vork en een aanzet en nog een vierde gereedschap dat er waarschijnlijk toe diende om de botten te verwijderen, het geheel vertoond grote gelijkenis met de hedendaagse trancheersets.
(Het mes had een kant om te snijden en een om te zagen.)